# Loasa
Loasa ist eine Pflanzengattung innerhalb der Familie der Blumennesselgewächse (Loasaceae). Die etwa 36 Arten kommen fast alle in Chile und Argentinien vor.

## Beschreibung

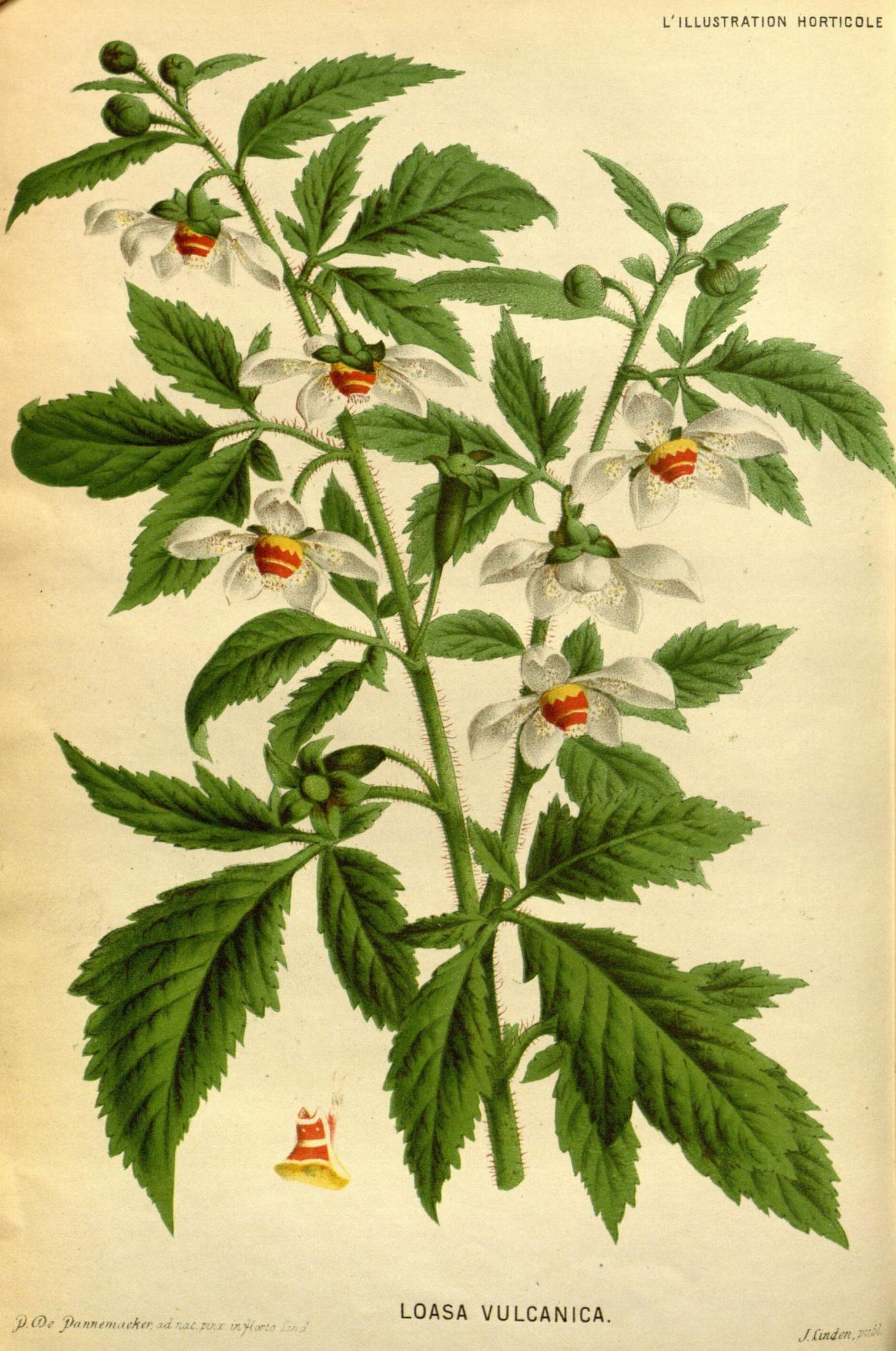
Illustration von Loasa vulcanica

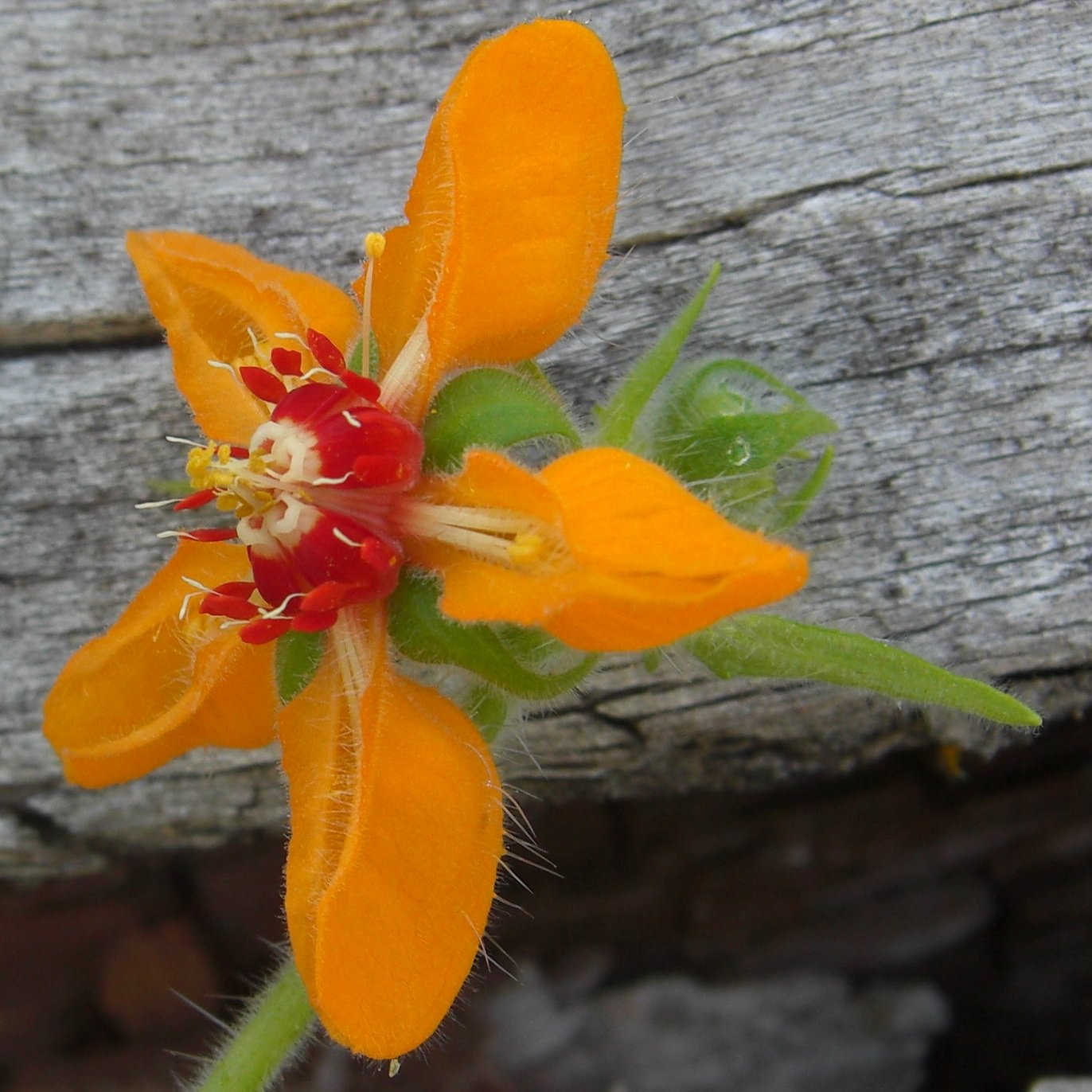
Blüte im Detail von Loasa acerifolia

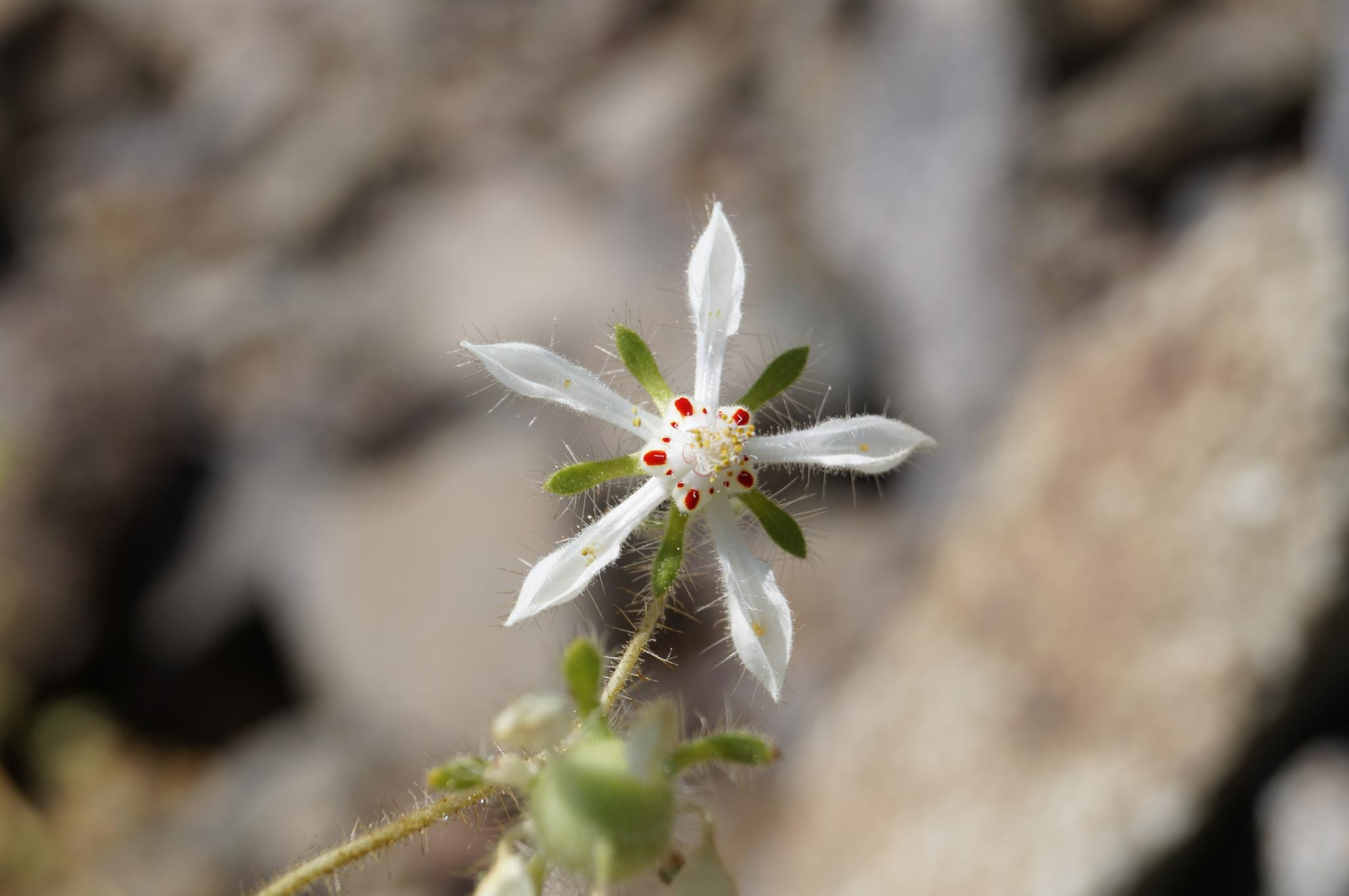
Blüte im Detail von Loasa floribunda

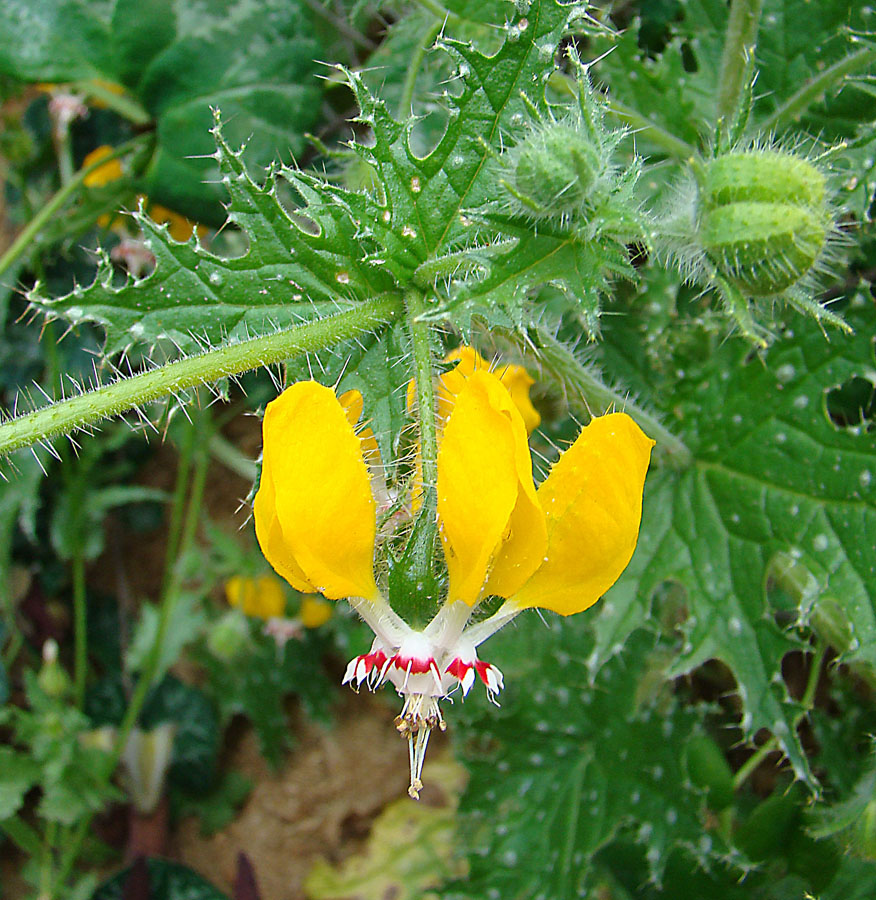
Blüte im Detail von Loasa insons, gut zu erkennen sind auch die Brennhaare

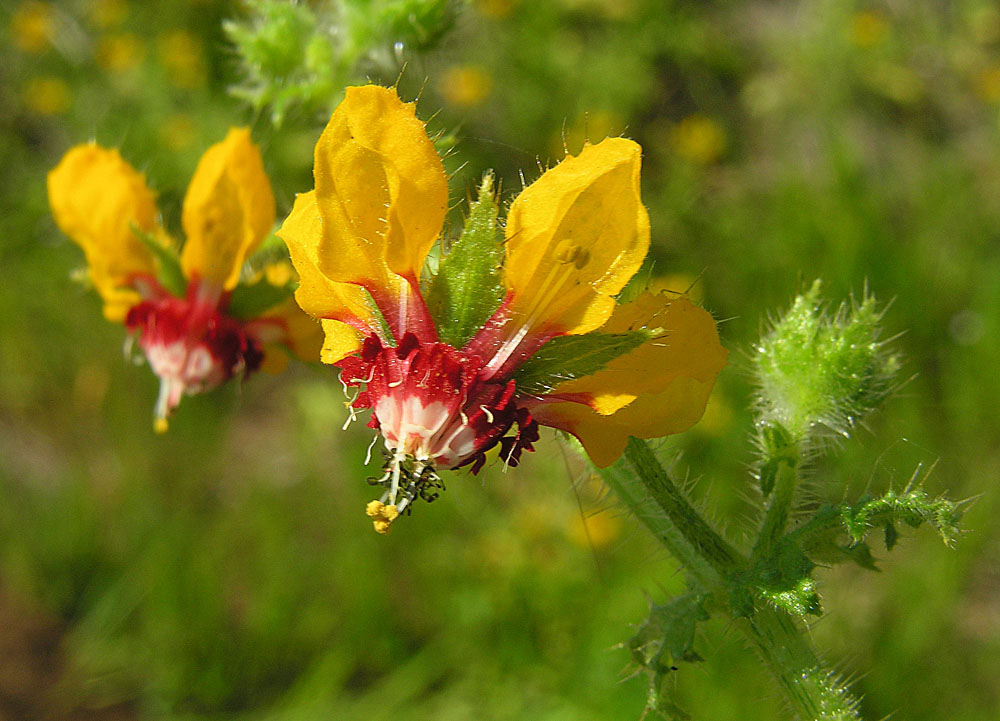
Blüte im Detail von Loasa tricolor subsp. placei

### Vegetative Merkmale
Bei Loasa-Arten handelt sich um einjährige oder ausdauernde krautige Pflanzen, selten um kleine Sträucher. Sie wachsen aufrecht, rosettenförmig oder kletternd. Die oberirdischen Pflanzenteile sind mit Nesselhaaren besetzt. Die Primärwurzel ist dünn oder bildet eine verdickte Pfahlwurzel oder auch eine Knolle.
Die Laubblätter sind entweder überall gegenständig angeordnet oder nur in der unteren Hälfte und in der oberen wechselständig. Die Blattspreiten sind meist eiförmig und gefiedert, gelegentlich doppelt gefiedert. Gelegentlich sind die Blattspreiten auch breit-eiförmig bis annähernd kreisförmig und annähernd handförmig gelappt.

### Generative Merkmale
Die Blüten stehen selten einzeln, meist in endständigen Blütenständen, die die Form von Dichasien oder thyrsenähnlich sind. Unter den meist hängenden, bei rosettenförmig wachsenden Arten auch aufrecht stehenden Einzelblüten stehen jeweils zwei frondose Vorblätter.
Die zwittrigen Blüten sind radiärsymmetrisch und meist fünfzählig mit doppelter Blütenhülle. Die Kelchblätter sind haltbar. Die meist weißen, gelben oder roten Kronblätter sind meist genagelt. Die äußeren Staminodien sind verwachsen und bilden ein Schuppenblatt („nectar scale“), an dessen äußerer Seite drei lange flaggenförmige weiße, rote oder gelbe Fortsätze stehen.
Die zylindrischen bis annähernd runden Kapselfrüchte öffnet sich mit drei bis fünf Klappen am oberen Ende der Frucht. Die Samen sind eiförmig, selten groß und rund.
Die Chromosomenzahl beträgt 2n = 12, 24, 26 bzw. 36.

## Verbreitung
Die Loasa-Arten sind fast ausschließlich in Chile und Argentinien beheimatet, mit der Ausnahme einer Art, die sich auch an der peruanischen Küste findet.

## Systematik
Die Gattung Loasa wurde 1763 durch Michel Adanson in Familles des Plantes, 2, Seite 501 aufgestellt. Typusart ist Loasa acanthifolia Desr.
Die Gattung Loasa gehört zur Tribus Loaseae in die Unterfamilie Loasoideae innerhalb der Familie Loasaceae. Die Gattung Loasa ist eng verwandt mit den Gattungen Caiophora, Scyphanthus und Blumenbachia. Die Gattung Loasa wurde von Ignatz Urban und Ernest Friedrich Gilg 1900 in mehrere Sektionen und Serien unterteilt, diese Untergliederung wird so nicht mehr verwendet. Es wird davon ausgegangen, dass die Gattung paraphyletisch ist. Es wurden seit 1997 viele Arten in die Gattung Nasa ausgegliedert.
Die Gattung Loasa umfasst etwa 36 Arten, darunter:
- Loasa acanthifolia Desr.: Sie kommt vom zentralen und südlichen Chile bis Argentinien vor.[3]
- Loasa acerifolia Dombey ex A.Juss.: Sie kommt vom zentralen und südlichen Chile bis ins südliche Argentinien vor.[3]
- Loasa argentina Urb. & Gilg: Sie kommt in Argentinien und in Chile vor.[2]
- Loasa arnottiana Gay: Sie kommt in Chile vor.[3]
- Loasa artemisiifolia Poepp. ex Urb. & Gilg
- Loasa bergii Hieron. (Syn.: Pinnasa bergii (Hieron.) Weigend & R.H.Acuña): Sie kommt vom südlichen Chile bis Argentinien vor.[3]
- Loasa cuzcoensis Killip: Dieser Endemit kommt nur in der peruanischen Region Cusco vor.[2]
- Loasa elongata Hook. & Arn. (Syn.: Loasa urmenetae Phil.): Sie kommt im nördlichen und nördlich-zentralen Chile vor.[3]
- Loasa insons Poepp.: Sie kommt vom zentralen Chile bis Argentinien vor.[3]
- Loasa lateritia Gillies ex Arn. (Syn.: Grausa lateritia (Gillies ex Arn.) Weigend & R.H.Acuña): Chile bis Argentinien.[3]
- Loasa nitida Lam.: Peru bis nördliches Chile.[3]
- Loasa malesherbioides Phil. (Syn.: Presliophytum malesherbioides (Phil.) R.H.Acuña & Weigend): Chile bis Argentinien.[3]
- Loasa pallida Gillies ex Arn.: Nördliches und zentrales Chile.[3]
- Loasa rudis Benth.: Südliches Mexiko bis Peru.[3]
- Loasa rupestris Gardner (Syn.: Aosa rupestris (Gardner) Weigend): Sie kommt im nordöstlichen Brasilien vor.[3]
- Loasa speciosa Donn.Sm. (Syn.: Nasa speciosa (Donn.Sm.) Weigend): Costa Rica bis Panama.[3]
- Loasa tricolor Ker Gawl.: Nördliches und zentrales Chile bis westliches Argentinien.[3]
- Loasa triloba Dombey ex Juss.: Peru bis nördliches und zentrales Chile.[3]
- Loasa triphylla Juss. (Syn.: Nasa triphylla (Juss.) Weigend): Kolumbien bis Peru.[3]
- Loasa vulcanica André (Syn.: Nasa triphylla subsp. papaverifolia (Kunth) Weigend): Sie kommt in Kolumbien, Venezuela und Ecuador vor.[3]

## Nachweise
- Maximilian Weigend: Loasaceae. In: Klaus Kubitzki (Hrsg.): The Families and Genera of Vascular Plants. Volume 6: Flowering Plants, Dicotyledons: Celastrales, Oxalidales, Rosales, Cornales, Ericales. Springer, Berlin / Heidelberg / New York 2004, ISBN 3-540-06512-1, S. 248 (englisch, eingeschränkte Vorschau in der Google-Buchsuche).
- Maximilian Weigend: Familial and generic classification, Online, Zugriff am 1. August 2008